# Hemiauchenia paradoxa
A Hemiauchenia paradoxa az emlősök (Mammalia) osztályának párosujjú patások (Artiodactyla) rendjébe, ezen belül a tevefélék (Camelidae) családjába tartozó fosszilis faj.

## Tudnivalók
A Hemiauchenia paradoxa a pleisztocén korban élt, körülbelül ezelőtt 781-12 ezer évvel; ott ahol manapság a dél-amerikai Argentína, Bolívia és Brazília fekszenek. Kihalásában valószínűleg az ember játszott szerepet. Megjelenésben egy nagytestű lámához hasonlíthatott.
Ezt a fosszilis állatfajt, legelőször 1869-ben Paul Gervais, francia paleontológus és entomológus írta le, de Palaeolama paradoxa név alatt. 1880-ban, Florentino Ameghino argentin őslénykutató, antropológus, zoológus és természettörténész áthelyezte az állatot az akkoriban vitatott Hemiauchenia nembe. Cabrera és Hoffstetter kutatók szerint a Hemiauchenia a Palaeolama szinonimája.
1974-ben, Webb hivatalosan elkülönítette a két taxont, a Hemiauchenia önálló és elfogadott nemi szintű taxonná vált. 1999-ben, Guérin és Faure Hemiaucheniát újból bevonták a Palaeolamába, de most csak alnemi szinten. 2007-ben egy nagyobb kutatás és átrendezés keretében, ismét szétválasztották eme állatokat; 2014-ben a Hemiauchenia önállóságát megerősítették.

## Fordítás
- Ez a szócikk részben vagy egészben  a   Hemiauchenia paradoxa című spanyol Wikipédia-szócikk ezen változatának fordításán alapul.  Az eredeti cikk szerkesztőit annak laptörténete sorolja fel. Ez a jelzés csupán a megfogalmazás eredetét és a szerzői jogokat jelzi, nem szolgál a cikkben szereplő információk forrásmegjelöléseként.